# Dinguilga
 (juillet 2018).
Dinguilga est un village situé dans le département de Kongoussi de la province du Bam dans la région du Centre-Nord au Burkina Faso.